# Jean-Baptiste Dubos
Jean-Baptiste Dubos (ur. w grudniu 1670 w Beauvais, zm. 23 marca 1742 w Paryżu) – francuski historyk, dyplomata, ksiądz, estetyk.
Odegrał ważną rolę w XVIII-wiecznych badaniach nad sztuką. Za główny cel sztuki uważał wywoływanie przyjemności. Od 1720 r. był członkiem Akademii Francuskiej (zajmował fotel 39), od 1722 r. pełnił funkcję sekretarza Akademii.

## Główne dzieła
- Histoire des quatre Gordiens, prouvée et illustrée par les médailles (1695)
- Les Interests de l'Angleterre mal-entendus dans la guerre présente (1703)
- Histoire de la ligue faite à Cambray entre Jules II, Maximilien I, Louis XII, Ferdinand V, et tous les princes d'Italie, contre la république de Venise (1709).
- Réflexions critiques sur la poésie et sur la peinture (1719)
- Histoire critique de l'établissement de la monarchie française dans les Gaules, 3 vol. in-4° (1734)